# Abraham Kuyper
Abraham Kuijper (en neerlandés: [ˈaːbraːɦɑm ˈkœypər]; Maassluis, 29 de octubre de 1837-La Haya, 8 de noviembre de 1920), popularmente conocido como Abraham Kuyper, fue el primer ministro de los Países Bajos entre 1901 y 1905 y un influente teólogo neocalvinista, además de periodista. Creó las Iglesias Reformadas de los Países Bajos, que desde su fundación se convirtieron en la iglesia reformada más importante después de la Iglesia Reformada Neerlandesa, de apoyo estatal.
Fue el fundador del Partido Antirrevolucionario y del periódico de la Universidad Libre de Ámsterdam.

## Biografía
Abraham Kuijper nació el 29 de octubre de 1837 en Maassluis, Países Bajos. Su padre, Jan Frederik Kuyper, fue pastor de la Iglesia Reformada Holandesa en Hoogmade, Maassluis, Middelburg y Leiden.
Kuijper fue educado en casa por su padre. El niño no recibió educación primaria formal, pero asistió a la enseñanza secundaria en el Colegio de Leiden. En 1855, se graduó en el Colegio y comenzó a estudiar Literatura, Filosofía y Teología en la Universidad de Leiden. Recibió la calificación en Literatura en 1857 summa cum laude , y en filosofía en 1858, también summa cum laude. Asimismo tomó clases de árabe, armenio y física.
En 1862 fue promovido a doctor en Teología sobre la base de una disertación titulada "Disquisitio historico-teologica, exhibe Johannis Calvini et Johannis à Lasco de Ecclesia Sententiarum inter se compositionem" (disertación teológico-histórica que muestra las diferencias en las reglas de la Iglesia entre Juan Calvino y Juan Łaski). Al comparar las opiniones de Juan Calvino y Jan Łaski, Kuyper mostró una clara simpatía por el Łaski más liberal. Durante sus estudios, Kuyper fue partidario de la tendencia moderna dentro de la Iglesia Reformada Holandesa.

## Vida política

### Miembro del Parlamento
En 1873, Kuyper se presentó como candidato en las elecciones generales para el parlamento para el distrito electoral de Gouda, pero fue derrotado por el miembro titular del parlamento, el conservador Jonkheer Willem Maurits de Brauw. Cuando De Brauw murió el año siguiente, Kuyper se presentó nuevamente a la elección parcial para el mismo distrito. Esta vez fue elegido para el parlamento, derrotando al candidato liberal Herman Verners van der Loeff.
Posteriormente, Kuyper se mudó a La Haya sin decírselo a sus amigos en Ámsterdam. En el parlamento mostró un interés particular por la educación, especialmente en la financiación equitativa de las escuelas públicas y religiosas. En 1876, escribió "Nuestro Programa", que sentó las bases para el Partido Antirrevolucionario. En este programa se formuló el principio de antítesis, el conflicto entre los religiosos (reformados y católicos) y no religiosos. En 1877, abandonó el parlamento debido a problemas de salud, pues sufría de un esfuerzo excesivo.
En 1878, Kuyper regresó a la política, dirigió la petición contra una nueva ley sobre educación, lo que perjudicaría aún más a las escuelas religiosas, y fue un impulso importante para la fundación del Partido Antirrevolucionario (ARP) en 1879, del cual Kuyper sería presidente entre 1879 y 1905 y el líder indiscutible del mismo entre 1879 y 1920. Sus seguidores le dieron el apodo "Abraham de Geweldige" (Abraham el poderoso). En 1880, fundó la Universidad Libre de Ámsterdam y allí fue nombrado profesor de Teología. También fue su primer rector magnificus. En 1881, se convirtió en profesor de Literatura. En 1886, abandonó la Iglesia Reformada Holandesa, con un gran grupo de seguidores. La parroquia de Ámsterdam se hizo independiente de la iglesia y mantuvo su propio edificio. Entre 1886 y 1892, se les llamaría Dolerenden (los agraviados). En 1892, los Dolerenden fundaron una nueva denominación llamada Las iglesias reformadas en los Países Bajos tras la fusión con otras personas reformadas ortodoxas que se habían separado de la Iglesia Reformada Holandesa en 1834.
En la elección general de 1894, Kuyper fue reelegido a la Cámara de Representantes para el distrito de Sliedrecht. Derrotó al liberal Van Haaften y al antirrevolucionario Beelaerts van Blokland. También se postuló como candidato en Dordrecht y Ámsterdam, pero fue derrotado allí. En la elección se unió a los llamados Takkians, en un conflicto entre el ministro liberal Tak y una Cámara de Representantes mayoritaria. Tak quería reformar el censo para el sufragio, pero una mayoría en el parlamento rechazó su propuesta. Kuyper favoreció la legislación porque esperaba que los votantes de clase baja favorecerían su partido. Esta orientación hacia las clases bajas le dio el apodo de "El campanero de la gente común" (klokkeluider van de Kleine Luyden). Su posición en el sufragio también dio lugar a un conflicto dentro de la ARP: un grupo alrededor de Alexander de Savornin Lohman se oponía en principio al sufragio universal porque rechazaban la soberanía popular; dejaron el ARP para fundar el CHU en 1901. El liderazgo autoritario de Kuyper también jugó un papel importante en este conflicto. Lohman se opuso a la disciplina del partido y quería que los parlamentarios se decidieran, mientras que Kuyper prefería un liderazgo fuerte. Después de las elecciones, Kuyper fue el presidente del comité parlamentario de la ARP. En su segundo mandato como MP, se concentró en más temas que la educación, como el sufragio, el trabajo y la política exterior. En asuntos exteriores, especialmente la segunda guerra bóer, fue de particular interés para él. En cuanto al conflicto entre los agricultores reformados de habla holandesa y los anglicanos de habla inglesa, se puso del lado de los bóeres y se opuso fuertemente a los ingleses. En 1896, Kuyper votó en contra de la nueva ley de sufragio Van Houten, porque según Kuyper las reformas no iban lo suficientemente lejos. En las elecciones de 1897, Kuyper compitió en Zuidhorn, Sliedrecht y Ámsterdam. Fue derrotado por los liberales en Zuidhorn y Ámsterdam, pero derrotó a la Wisboom liberal en Sliedrecht. En Ámsterdam fue derrotado por Johannes Tak van Poortvliet. Como diputado, Kuyper siguió con su trabajo como periodista e incluso llegó a ser presidente del Círculo de Periodistas de Holanda en 1898; cuando se fue en 1901, fue nombrado presidente honorario. En el mismo año y por invitación de BB Warfield, Kuyper entregó las Conferencias de Piedra en el Seminario de Princeton, que fue su primera exposición generalizada a una audiencia norteamericana. Estas conferencias se impartieron del 10 al 11 de octubre y del 19 al 21 de octubre de 1898. También recibió un Doctorado honorario en Derecho. Durante su estadía en los Estados Unidos, viajó para dirigirse a varias congregaciones reformadas holandesas en Míchigan y Iowa y en reuniones presbiterianas en Ohio y Nueva Jersey.

### Primer ministro

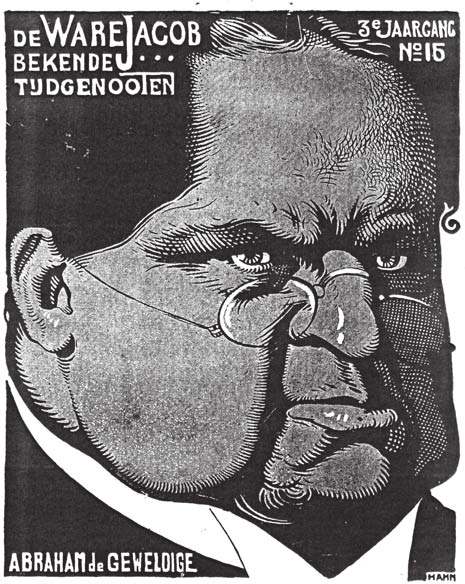
Caricatura de Kuyper por Albert Hahn, de una edición de 1904 de la revista satírica De Ware Jacob.

En las elecciones de 1901, Kuyper fue reelegido en Sliedrecht, derrotando al liberal De Klerk. En Ámsterdam fue derrotado nuevamente, ahora por el liberalista Nolting. Sin embargo, no tomó asiento en el parlamento, sino que fue nombrado formateur y luego primer ministro del gabinete holandés. También se desempeñó como ministro de Asuntos Interiores. Originalmente quería convertirse en ministro de Trabajo y empresas, pero ni Mackay ni Heemskerk, prominentes antirrevolucionarios, querían convertirse en ministro de Asuntos Interiores, lo que le obligó a tomar la cartera. Durante su tiempo como primer ministro, mostró un fuerte estilo de liderazgo: cambió las Reglas de procedimiento del gabinete para convertirse en presidente del gabinete durante cuatro años (antes de él, la presidencia del gabinete había rotado entre sus miembros).
La cartera de Asuntos interiores en ese momento era muy amplia: involucraba al gobierno local, relaciones laborales, educación y moral pública. La huelga ferroviaria de 1903 fue una de las cuestiones decisivas para su gabinete. Kuyper elaboró varias leyes particularmente duras para poner fin a las huelgas (las llamadas "leyes de hechiceros", que las estrangulaban) y las empujó a través del parlamento. Igualmente propuso una legislación para mejorar las condiciones de trabajo; sin embargo, solo los de pesca y construcción de puertos fueron aprobados por el parlamento. En educación, Kuyper cambió varias leyes de educación para mejorar la situación financiera de las escuelas religiosas. Su ley sobre educación superior, que haría que los diplomas de universidades basadas en la fe fueran iguales a los de las universidades públicas, fue derrotada en el Senado. En consecuencia, Kuyper disolvió el Senado y, luego de que se eligiera uno nuevo, la legislación fue aceptada. También estuvo muy involucrado en la política exterior, dándosele el apodo de "Ministro de viajes al extranjero".